# Мираж (музичка група)
Мираж је руска музичка група. Бенд је постигао велики успех у Совјетском Савезу у ери познатој као перестројка, у којој су издали два студијска албума, један 1987. и други 1988. Након распада Совјетског Савеза, издавање трећег албума је одложено на неопредељен рок, а сама група је остала у полуактивном стању, издајући углавном ремиксе на старе хитове.

## Чланови групе

### Солистке
- Екатерина Болдишева (1991—1999, 2016—данас)
- Маргарита Суханкина (1986—1990, 1997, 2002—2003, 2007—2016)
- Наталија Гулкина (1987—1988, 2007—2010)
- Светлана Разина (1987—1988, 2011)
- Наталија Ветлицка (1988)
- Инна Смирнова (1988)
- Ирина Салтикова (1988—1989)
- Татјана Овсиенко (1988—1990)
- Оксана Варвинска (1999—2002)
- Елена Козлова (1999—2002)
- Марина Кулинић (1999—2002)
- Олесиа Кутузова (1999—2002)
- Никол Амбразајтис (2002—2004)
- Евгенија Морозова (2002—2004)
- Елена Степањук (2002—2004)
- Марија Харчева (2004)
- Јана Михајловска (2004)

## Дискографија

### Студијски албуми
- (1987)
- (1989)
- (2003)
- (2004, објављен 2008)
- (2009)

### Ремикс-албуми
- (1997)
- (1999)
- (2001)
- (2004)
- (2013)